# Herman van den Berg
Herman van den Berg (Klerksdorp, 27 augustus 1968) is een Zuid-Afrikaans ingenieur, zanger en fotograaf.
Van den Berg bracht in 2000 zijn titelloze debuutalbum uit, dat opviel door de hedendaagse liedjes. In 2002 volgde Proe Die Aarde, waarmee hij voortging in de weg die hij op zijn debuut insloeg. Door enkele jaren optreden (zowel solo als met muzikanten) is de klankkleur op dit album veranderd ten opzichte van zijn eerste album.
In 2007 volgt het ingetogen Brel In Afrikaans. De dertien liederen op het album maken deel uit van een Brel-vertaalproject van de Universiteit van die Vrystaat (Bloemfontein). De teksten zijn in eerste instantie door Naomi Morgan letterlijk vanuit het Frans naar het Afrikaans vertaald, met verklarende aantekeningen. Vervolgens zijn deze vertalingen door Bernard Odendaal bewerkt naar zingbaar en taalkundig correct Afrikaans, zonder afbreuk te doen aan het poëtische gehalte van de oorspronkelijke teksten. In totaal zijn 38 teksten van Brel binnen dit project hertaald. Een vervolg op Brel In Afrikaans is te verwachten nadat de nabestaanden van Brel hier hun toestemming voor geven. Ook in de Benelux is Brel In Afrikaans verschenen. Het album is het tweede album binnen de Tussen Kontinente CD-serie.
Eind 2008 verscheen in Zuid-Afrika het album Dit Is Wat Dit Is.
In 2009 en 2010 werkt Van den Berg zorgvuldig aan het tweede (tevens laatste) "Brel In Afrikaans"-album. De uitgave van deze CD wordt verwacht in de zomer van 2011 en zal tegelijkertijd in Zuid-Afrika en de Benelux te verschijnen. De Benelux-versie zal wederom uitgegeven worden in de Tussen Kontinente-reeks.
Van den Berg is getrouwd en woont met zijn echtgenote en hun kinderen in Linden, Johannesburg.